# Steeve Touboul
 (décembre 2024).
Si vous disposez d'ouvrages ou d'articles de référence ou si vous connaissez des sites web de qualité traitant du thème abordé ici, merci de compléter l'article en donnant les références utiles à sa vérifiabilité et en les liant à la section « Notes et références ».
Steeve Touboul est un coureur de cyclisme sourd, né le 31 mai 1990.

## Biographie
Durant Deaflympics 2017, il est le porte drapeau de la délégation tricolore.

## Palmarès

### Championnat d'Europe
- Championnat d'Europe 2008 à Vérone (Italie)
  - 2 médailles d'or 1 000 m au sprint, course aux points
  - 1 médaille d'argent au course sur route
- Championnat d'Europe 2012 à Togliatti (Russie)
  - Médaille de bronze 1 000 m au sprint
- Champion d'Europe 2016 à Bruges (Belgique)
  - 2 médailles d'or
  - 1 médaille de bronze

### Deaflympics
- Deaflympics d'été de 2009
  - Médaille d'or épreuve en ligne
  - Médaille de bronze épreuve du 1 000 m au sprint.
- Deaflympics d'été de 2017
  - Médaille de bronze Médaille de bronze sur l'épreuve de 1 000 m au sprint.